# Ennio Mattarelli
Ennio Mattarelli (n. 5 august 1928, Bologna, Italia) este un trăgător de tir ce a reprezentat Italia, medaliat olimpic. A participat la o ediție a Jocurilor Olimpice (1964) în care a câștigat o medalie de aur.